# Nick Cohen (Journalist)

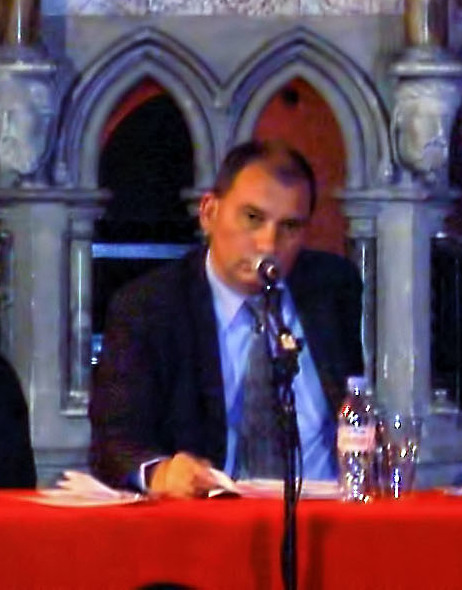
Nick Cohen, 2006

Nick Cohen (* 1961 in Stockport, Cheshire) ist ein britischer Journalist.

## Leben
Nick Cohen wurde in Stockport geboren und wuchs in Manchester auf. Er studierte Philosophie, Politik und Ökonomie an der Oxford University und ging anschließend in den Journalismus. Während seiner journalistischen Tätigkeit schrieb er bisher fünf Bücher zu politischen und gesellschaftspolitischen Themen. Er lehrte 2011 im Master Creative Writing an der Oxford Brookes University.
Cohen schreibt für die britische Tageszeitung „The Guardian“, „Time“, „The Spectator“, „Standpoint“ und „The Observer“.

## Werke
- Cruel Britannia: Reports on the Sinister and the Preposterous. Verso Books, 2000. ISBN 1-85984-288-7.
- Pretty Straight Guys. paperback edition: Faber and Faber, 2003. ISBN 0-571-22004-5.
- What's Left?: How Liberals Lost Their Way. Fourth Estate, 2007. ISBN 0-00-722969-0.
- Waiting for the Etonians: Reports from the Sickbed of Liberal England. Fourth Estate, 2009. ISBN 0-00-730892-2.
- You Can't Read This Book: Censorship in an Age of Freedom. Fourth Estate, 2012. ISBN 978-0007308903.